# James Wordie
Sir James Mann Wordie, född 26 april 1889 i Partick, Glasgow, död 16 januari 1962, var en skotsk geolog och polarfarare.
Wordie deltog som geolog i Ernest Shackletons antarktiska expedition 1914–1917, var geolog och sekond på de skotska Svalbardsexpeditionerna 1919 och 1920 samt besteg 1921 Beerenberg på Jan Mayen. Han adlades 1959 för sina bidrag till den brittiska polarforskningen.